# Larra anathema
Larra anathema ist eine Grabwespe aus der Familie der Crabronidae und die einzige in Europa vorkommende Art der Gattung Larra. 

## Merkmale
Die Wespe erreicht eine Körperlänge von 16 bis 24 Millimetern (Weibchen) beziehungsweise 12 bis 17 Millimetern (Männchen). Das erste und zweite Tergit am Hinterleib (Gaster) sind rotbraun, der Körper ist ansonsten schwarz gefärbt. Die Flügel sind stark schwarz getönt. 

## Vorkommen
Die Art ist in Nordafrika, Südeuropa, dem südlichen Mitteleuropa und in der Türkei verbreitet und auch auf Hawaii nachgewiesen, wo sie eingeschleppt bzw. zur Biologischen Schädlingsbekämpfung importiert wurde. Sie besiedelt sehr temperaturbegünstigte, trockene Lebensräume. In Deutschland wurde sie beispielsweise im Kaiserstuhl und in Brandenburg beobachtet. Der letzte Nachweis in Deutschland stammt aus dem Jahr 1977. Die Flugzeit der Tiere ist unbekannt, die Art ist sehr selten.

## Lebensweise
Larra anathema hat eine ungewöhnliche, vermutlich ursprüngliche Lebensweise. Die Weibchen jagen Europäische Maulwurfsgrillen (Gryllotalpa gryllotalpa) in ihren Erdhöhlen und treiben sie ans Tageslicht, wo sie mit einem Stich kurz betäubt werden. Anschließend wird ein Ei an ihnen abgelegt. Die Grillen ziehen sich schließlich in ihre Erdhöhle zurück, wo die Entwicklung der Wespenlarve stattfindet. Larra anathema produziert ähnlich wie bei parasitoiden Arten viele sehr kleine Eier. Die Weibchen übernachten in Erdhöhlen.

## Systematik
Larra anathema ist die Typusart der Gattung Larra, sie wurde ursprünglich als Sphex anathema von Pietro Rossi 1790 beschrieben. Larra anathema gehört zur Tribus Larrini innerhalb der Unterfamilie Crabroninae.